# Турганов, Борис Александрович
Борис Александрович Турганов (8 октября 1901 года, Санкт-Петербург, Российская империя — 7 мая 1980 года, Киев, Украинская ССР, СССР) — русский поэт, переводчик. Эпонимический персонаж повести Владимира Войновича «Иванькиада».

## Биография
Родился 8 (21) октября 1901 года в Санкт-Петербурге в семье служащего.
Печататься начал с 1921 года. В 1923 году окончил Киевский институт внешних сношений.

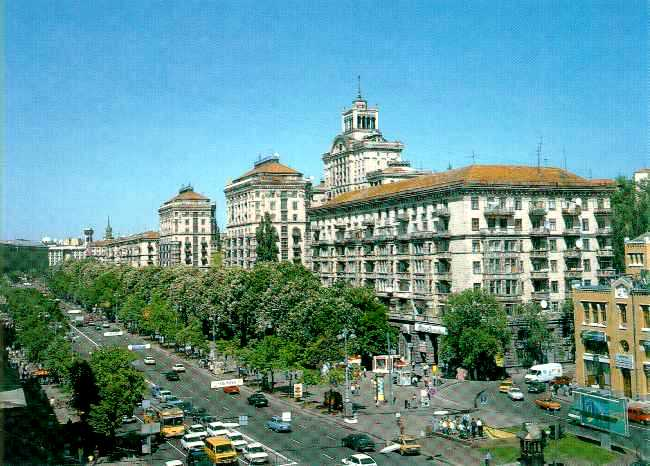
Улица Крещатик в Киеве

Весной 1923 года группа молодых российских писателей Киева (Николай Ушаков, Борис Турганов, Лев Длигач, Анатолий Волкович, Сергей Сац, Николай Барабасенко, Александр Нольден, Евгений Нежинцев, Игорь Юрков, Ольга Юркова и другие) организовали при газете «Пролетарская правда» литературную группу «Имущества» (с 1924 года — «Центростиль») . Группа систематически выпускала «живую газету» «Центростиль».
По прошествии почти сорока лет Николай Ушаков вспоминал в своей автобиографии «От книги к книге» об этом времени: «…Сейчас кажется — мы писали тогда коллективно, дополняя друг друга, воодушевлённые единым стремлением — как можно полнее запечатлеть то, чем была насыщена атмосфера современности… Весной 1923 года мы, группа киевских начинающих поэтов — Анатолий Волкович, <…> Лев Длигач, Евгений Нежинцев, Сергей Сац, Борис Турганов, Игорь Юрков и единственный среди нас прозаик Ольга Юркова, — образовали литобъединение «Майна». <…> Советская русская поэзия рано лишилась больного туберкулёзом Игоря Юркова. Это был первоклассный поэт точных слов и цельных образов. Мы ловили себя на том, что поэтические интонации Игоря Юркова становились нашими интонациями…»
В годы Великой Отечественной войны в Башкортостан было эвакуировано много предприятий, научных учреждений и деятелей культуры из Украинской ССР. Б. А. Турганов жил во время войны в Уфе, познакомился с историей края, в 1942 году написал стихи «По следам Чапаева. Марш Башкирской дивизии», «Худайбердин» (переработаны в 1966). Перевёл на русский язык стихотворения башкирских поэтов Акрама Вали, Мажита Гафури, Салавата Юлаева и др.

## Творчество
Автор поэмы «Перекличка Октября» (рус. «Перекличка Октябрь»; 1927), сборников стихов — «Простые стихи» (рус. «Простые стихи»; 1930), «Походный шаг» (рус. «Походный шаг»; 1931), «Наш флаг» (рус. «Наше знамя»; 1942), «Московские стихи» (рус. «Московские стихи»; 1947), книги очерков «Республика Туркменистан» (1930).
Переводил произведения украинских, белорусских, грузинских, башкирских, еврейских, цыганских, польских и других писателей. В частности перевел произведения Тараса Шевченко (поэмы «Гайдамаки», «Тарасова ночь», «Сотник», стихотворения «Ой по горе роман цветет», «Завещание», «Над Днепровской сагой», все — 1939), Ивана Франко, Максима Рыльского, Юрия Федьковича, Степана Руданского, Михаила Старицкого, Семена Гулак-Артемовского, Ивана Карпенко-Карого и украинских советских писателей (роман Павла Цыбульского «Улочка на окраине города»).
Отдельным изданием опубликованы русские переводы украинских народных дум (1963). Перевел поэму Янки Купалы «Тарасова доля».
В украинских переводах издан сборник стихов Турганова «Мы — большевики» (Киев — Харьков, 1944).
Стихи национального героя Башкортостана и поэта Салавата Юлаева в переводе Б. А. Турганова : «Родная страна», «Мой Урал», «Битва», «Стрела», «Юноше-воину», «Соловей», «Мой кош», «Зюлейха́».